# فشت الجارم
فشت الجارم ويُنطق فشت اليارم هو منطقة مياه ضحلة في الخليج العربي ضمن المياه الإقليمية في شمال مملكة البحرين، مساحته 266 كم، قال محمد العثمان في جريدة الوسط في 18 مايو 2007م "يقع «الفشت» شمال البحرين ويبعد مسافة عشرين كيلومترا تقريباً (سابقا قبل دفان بحر البسيتين) عن أقرب ساحل في البحرين"، وكان فشت الجارم مرعى لصيد الأسماك وخاصة سمك الشعري والهامور، حدود الفشت من الشمال «بنية أم درب»، ومن الجنوب حديد مغروس في الأرض يسمى أشياب «الجيتي»، ومن أقصى الجنوب الغربي منطقة جادوم المعروفة بصيد الكباكب والخثاثيق، ومن الشرق بنية الشغب، ويكثر في تلك المنطقة الشعري والفسكر، وفي الثمانينات رُدِم البحر قرب البنية وأُنشئت جزيرة اصطناعية لتكون معسكراً لقوة دفاع البحرين، ومن الغرب الشيب بوثلاثة، ومن الشمال الغربي منطقة «كشان» وبنية أم خميس، ومن الجنوب الغربي بنية اللقفة، مياه فشت الجارم ضحلة، أما المياه المحيطة بها فهي عميقة، ذات مصائد للهامور والكنعد، لذلك حين تشتد الرياح على الصيادين يلجؤون إلى فشت الجارم لأنها مكان آمن للتوقف. يصل متوسط ارتفاع المد في فشت اليارم إلى 2.15 متر. في فشت الجارم ثلاثة جُزُر، الجزيرة الكبرى والجزيرة الوسطى والجزيرة الغربية، ومنطقة فشت الجارم تتبع لوزارة البلديات وليس لها ارتباط إداري بإحدى محافظات البحرين. الزمن بين جزيرة البحرين وفشت الجارم 45 دقيقة بالقارب.

## منطقة فشت الجارم
في 25 نوفمبر 2021 أُعلنَ عن تصريح لوزير المالية البحريني سلمان بن خليفة آل خليفة ذُكرَ فيه «أنه يجري العمل حاليًا على إعداد مخططات عامة لبناء 5 مدن…» وذكرَ «أن بمخطط منطقة جزيرة فشت الجارم، ستبلغ مساحتها 182 كم مربع، محاطة بالقنوات المائية وسيكون مركزها المطار المستقبلي، إذ تهدف إلى خلق مشاريع متعددة الاستخدام، وتروج المدينة لمبدأ التنقل المتكامل والمستدام، كما أن المخطط يضمن اتصال الجزيرة الجديدة مع ويتوافق مع الوضع الطبيعي للمنطقة».